# 山田敦
山田 敦（やまだ あつし、1962年8月 - ）は、日本の国際政治学者。一橋大学副学長・教授。元一橋大学国際・公共政策大学院長。専門は国際関係学・国際政治経済学（IPE）。

## 人物
新潟県生まれ。東京都立立川高等学校を経て、1996年一橋大学大学院法学研究科博士課程修了。国際政治学理論の研究や、特に科学技術政策が国際政治・国際関係に与える影響や双方の相互作用に関する研究を専門としており、1999年、学位論文「技術のグローバリゼーションと国家：日米の半導体イノベーション政策はなぜ，どのように変容してきたか」で、一橋大学より博士（法学）の学位を取得。審査員は野林健、石井修、大芝亮。

## 経歴
- 1981年　東京都立立川高等学校卒業
- 1986年　一橋大学社会学部社会学科卒業
- 1989年　一橋大学大学院法学研究科修士課程修了
- 1996年　一橋大学大学院法学研究科博士課程修了
- 1997年-1999年　一橋大学法学部助手
- 1999年　一橋大学博士（法学）
- 1999年-2002年　一橋大学法学部専任講師
- 2002年-　一橋大学大学院法学研究科助教授
- 2007年-　一橋大学大学院法学研究科教授、一橋大学国際・公共政策研究部教授
- 2012年 国立大学法人一橋大学役員補佐
- 2018年 一橋大学国際・公共政策大学院長[2]
- 2018年 一橋大学副学長

## 社会的活動
- 文部科学省科学技術・学術審議会国際戦略委員会委員[3]
- 文部科学省国際戦略委員会委員[4]

## 著書

### 単著
- 『ネオ・テクノ・ナショナリズム――グローカル時代の技術と国際関係』（有斐閣, 2001年）

### 共著
- （野林健・大芝亮・納家政嗣・長尾悟）『国際政治経済学・入門［新版］』（有斐閣, 2003年／第3版, 2007年）

## 論文
- 「グローバル・ガバナンスの理論的展開」『国際問題』438号（1996年）－大芝亮と共著
- 「政府R&Dプロジェクトの国際的開放――米国ATP（先端技術プログラム）の事例」『一橋論叢』121巻1号（1999年）
- 「ネオ・テクノ・ナショナリズムの興隆――現状と背景」『一橋論叢』123巻1号（2000年）
- 「『グローカリゼーション』と国家の変容」『国際政治』124号（2000年）
- 「反グローバリゼーションの諸位相」『一橋法学』1巻2号（2002年）
- 「アメリカン・グローバリズム」大津留(北川)智恵子・大芝亮編『アメリカのナショナリズムと市民像――グローバル時代の視点から』（ミネルヴァ書房, 2003年）